# Сахарна
Сахарна (рум. Saharna) — село в Резинском районе Молдавии. Наряду с сёлами Новая Сахарна и Бучушка входит в состав коммуны Новая Сахарна.

## География
Село расположено примерно в 110 км к северу от Кишинёва на правом берегу реки Днестр на высоте 28 метров над уровнем моря.

## Население
По данным переписи населения 2004 года, в селе Сахарна проживает 397 человек (186 мужчин, 211 женщина).
Этнический состав села:
| Национальность | Число жителей | Процентный состав |
| -------------- | ------------- | ----------------- |
| молдаване      | 389           | 97.98             |
| украинцы       | 5             | 1.26              |
| русские        | 2             | 0.5               |
| прочие         | 1             | 0.25              |
| Всего          | 397           | 100%              |

## Достопримечательности
Село Сахарна знаменито пещерным монастырём XIII века и действующим мужским монастырём Пресвятой Троицы. Этот монастырь является одним из крупнейших паломнических центров Молдавии. Здесь хранятся мощи святого, преподобного Макария.
На одной из скал есть след, оставленный, согласно легенде, Божьей Матерью. Легенда гласит, что схиеромонаху Варфоломею наместнику старого скального монастыря на одной из скал явился светящийся образ Богородицы. Дойдя до этой скалы, монахи обнаружили в камне след от ноги, знак, который они восприняли как божественную весть и свидетельство «божественной чистоты» этого места. Позже ближе к ущелью была воздвигнута новая деревянная церковь и основан монастырь Святой Троицы (1777 г.). Затем на месте деревянной церкви была построена каменная церковь в старо-молдавском стиле, богато декорированная настенными фресками. В настоящее время монастырь ежедневно открыт для посещений.
Окрестности Сахарны известны своими прекрасными пейзажами — скалистое, покрытое лесом ущелье реки Сахарна, длиною более 16 км, в котором возвышается более 30 порогов и каскадов. Один из самых красивых водопадов находится очень близко к монастырю. Его высота 10 метров. Вода образует глубокую пропасть, которая называется «Яма цыгана».
Здесь же находится важная археологическая стоянка с остатками эпохи железного века и гето-дакская крепость на высоком мысе.
В 1913 в Сахарне отдыхал русский философ Василий Розанов, посетивший святые места. Итогом поездки стали произведения «Уголок Бессарабии», и состоящая из трех частей («перед Сахарной», «Сахарна», «После Сахарны») книга «Сахарна».